# Leonard Bisaku
Leonard Bisaku (Zagabria, 22 ottobre 1974) è un ex calciatore croato, di ruolo centrocampista.

## Carriera

### Club
Nell'aprile del 2006 si accasa in MLS tra le file del Columbus Crew.